# Rodrigo Isgró
Rodrigo Antonio Isgró (Mendoza, 24 de marzo de 1999) es un jugador argentino de rugby que se desempeña como wing o centro en rugby 15, mientras que en el rugby seven se desempeña como forward (generalmente pilar izquierdo). Actualmente juega para el Harlequins FC de la Premiership Rugby. Iniciado en Mendoza Rugby Club de la ciudad de Guaymallén, formó parte de la Selección de rugby 7 que ganó la medalla de bronce en los Juegos Olímpicos de Tokio 2020.

## Carrera deportiva
Rodrigo Isgró nació en Mendoza en 1999. Comenzó a jugar al rugby a los 4 años en el Mendoza Rugby Club ubicado en la ciudad de Guaymallén. Integró los seleccionados juveniles de la Unión de Rugby de Cuyo y en 2019 integró el seleccionado juvenil (Los Pumitas) que participó en el Campeonato Mundial de Rugby Juvenil 2019 en el que Argentina finalizó en el cuarto puesto.
En 2020 fue convocado para integrar Selección de rugby 7 de Argentina, haciendo su debut en el seven de Nueva Zelanda.
En 2021 formó parte de la Selección de rugby 7 que ganó la medalla de bronce en los Juegos Olímpicos de Tokio 2020.
En 2023, participó en la Copa Mundial de Rugby donde Los Pumas obtuvieron el cuarto puesto. Además, ese mismo año fue galardonado con el premio al Mejor Jugador de Rugby 7 2023 por su desempeño en la Serie Mundial de Rugby 7 2022-23.

### Participaciones en Copas del Mundo
| Mundial                       | Sede    | Resultado | PJ | Tries |
| ----------------------------- | ------- | --------- | -- | ----- |
| Copa Mundial de Rugby de 2023 | Francia | 4º Puesto | 1  | 1     |

## Premios
- Mejor jugador del mundo de Rugby 7 (2023)[5]

- Olimpia de plata (2023)[6]

## Clubes
| Club               | País      | Tipo    |
| ------------------ | --------- | ------- |
| Mendoza Rugby Club | Argentina | Amateur |

## Palmarés
- Medalla de bronce en los Juegos Olímpicos de Tokio 2020